# مقاطعة كمبرلاند (كنتاكي)
مقاطعة كمبرلاند (بالإنجليزية: Cumberland County)‏ هي إحدى المقاطعات في ولاية كنتاكي في الولايات المتحدة الأمريكية.

## أعلام
- ادوين إل. نوريس
- ريبيكا ميريت سميث ليونارد أوستين